# La Terra è abbastanza grande
La Terra è abbastanza grande (Earth is Room Enough) è un'antologia di storie fantastiche e fantascientifiche del 1957 dello scrittore statunitense Isaac Asimov. In questo libro Asimov dimostra che non c'è bisogno di allontanarsi dalla Terra per descrivere incredibili trame piene di mistero e di grandi ipotesi fantascientifiche (il titolo del libro intende proprio questo infatti).
Nell'edizione italiana mancano The Watery Place, Satisfation Guaranted e The Author's Ordeal, sono stati aggiunti però da altre edizioni, Ideas Die Hard, Profession e The Dying Night.

## Elenco dei racconti
- Come avere successo nella fantascienza (The Foundation of S.F. Success, 1954)
- Il passato è morto (The Dead Past, 1956) - noto anche come Il cronoscopio
- Dure a morire (Ideas Die Hard, 1957) - noto anche come Le idee sono dure a morire
- Diritto di voto (Franchise, 1955)
- La stanza chiusa (Gimmicks Three, 1956)
- Spazio vitale (Living Space, 1956)
- Il messaggio (The Message, 1955)
- La professione (Profession, 1957)
- Il fuoco infernale (Hell-Fire, 1956)
- Quanto si divertivano (The Fun They Had, 1951)
- La morte della notte (The Dying Night, 1956) - noto anche come La notte morente
- Il barzellettiere (Jokester, 1956)
- Onorate l'altissimo poeta (The Immortal Bard, 1954)
- Un giorno... (Someday, 1956)
- Roba da bambini (Kid Stuff, 1953)
- La tromba del giudizio (The Last Trump, 1955)
- Sognare è una faccenda privata (Dreaming is a Private Thing, 1955)

## Edizioni
- Isaac Asimov, Earth is Room Enough, 1957.
- Isaac Asimov, La Terra è abbastanza grande, traduzione di Riccardo Valla, collana Cosmo Serie Oro. Classici della Narrativa di Fantascienza n° 16, Editrice Nord, 1994,  p. 370, ISBN 88-429-0313-2.